# Caenominurus topali
Caenominurus topali is een keversoort uit de familie Ithyceridae. De wetenschappelijke naam van de soort is voor het eerst geldig gepubliceerd in 1965 door Voss.